# Robert Redweik

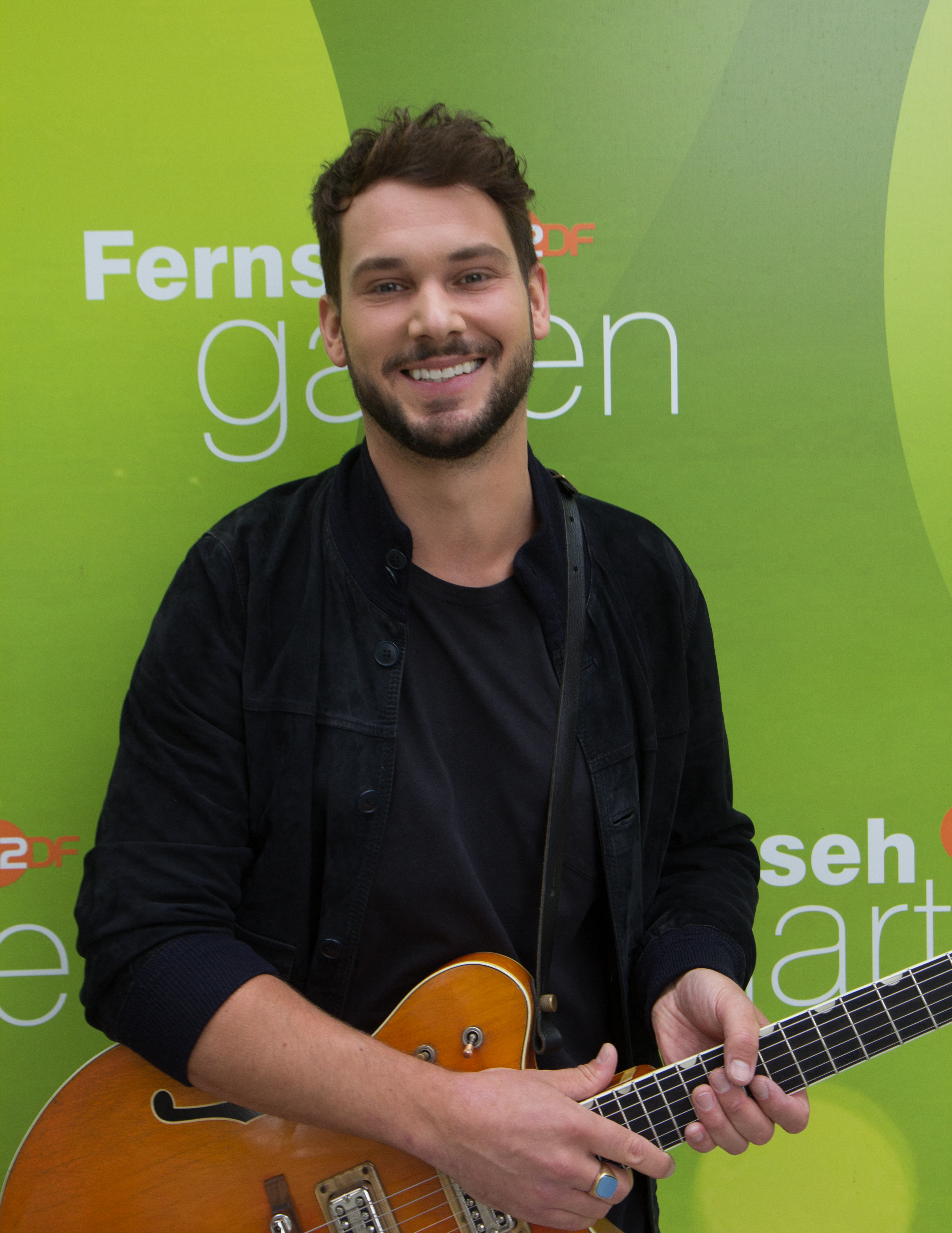
Robert Redweik, 2018

Robert Redweik (* 28. August 1983 in München) ist ein deutscher Popsänger, Songwriter, Musiker, Entrepreneur und Dozent.

## Leben

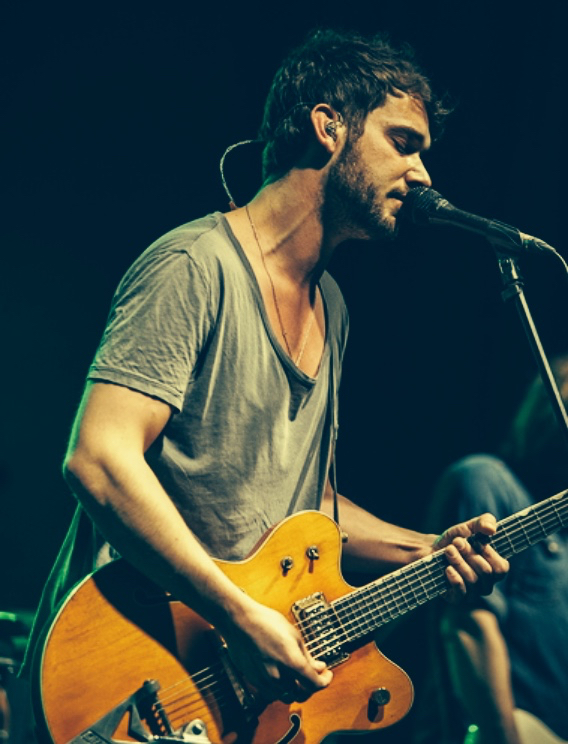
Robert Redweik auf einem Konzert 2014

Robert Redweik wurde in München-Schwabing geboren. Er begann mit acht Jahren Klassische Gitarre zu spielen. Seine erste Gesangsschulung erhielt er zur selben Zeit im Rahmen des Tölzer Knabenchors, bei dem er aber nach einem Jahr austrat. Im Alter von zwölf Jahren gründete er seine erste Band Ill at ease, mit der er eine EP und zwei Studioalben in Eigenregie veröffentlichte, zahlreiche Konzerte in Deutschland, Österreich und der Schweiz spielte und u. a. den Emergenza-Publikumspreis gewann.
2005 gründete er die Band REDWEIK, deren Besetzung sich bis 2010 immer wieder änderte. 2011 erhielt Robert Redweik einen Plattenvertrag bei der Warner Music Group und wurde als Songwriter bei Universal Music Publishing unter Vertrag genommen. In der Folgezeit arbeitete er für und mit bekannten Künstlern und Songwritern zusammen (u. a. Midge Ure, Christian Neander, Udo Lindenberg, Howard Carpendale). 2012 veröffentlichte er mit REDWEIK die EP Maschine und tourte u. a. mit Stanfour und Bakkushan. Anfang 2014 erschien das Debütalbum Keine Liebe mit den Singleauskopplungen Maschine und Sammelst du Herzen.
Seit 2012 war Robert Redweik zu Gast in zahlreichen Fernseh- und Radioshows (u. a. Mensch Otto auf Bayern 3, ZDF-Morgenmagazin, SWR3 latenight) und moderierte 2013 die Webshow zu The Voice of Germany (Etage 7).
Daneben studierte er Chemie und Betriebswirtschaftslehre an der Technischen Universität München, machte einen Master of Business Research und schloss 2011 seine Promotion als Dr. oec. publ. an der Ludwig-Maximilians-Universität München erfolgreich ab.
Neben eigenen unternehmerischen Tätigkeiten ist er seit 2007 als Dozent an der Hochschule für Musik und Theater München tätig.

## Diskografie

### Alben
- 2003: No Reggular
- 2005: Back in Seven Minutes
- 2014: Keine Liebe
- 2017: Dein Vegas

### Singles
- 2012: Maschine
- 2014: Sammelst du Herzen
- 2014: Zeit zu leben
- 2015: Der Letzte macht das Licht aus
- 2015: Warum nicht
- 2015: Chapeau
- 2017: Tempo raus
- 2020: Was kümmert uns die Zeit